# Ольмета-ди-Туда
Ольмета-ди-Туда (фр. Olmeta-di-Tuda, корс. Olmeta di Tuda) — коммуна во Франции, находится в регионе Корсика. Департамент коммуны — Верхняя Корсика. Входит в состав кантона Ла-Конка-д’Оро. Округ коммуны — Бастия.
Код INSEE коммуны — 2B188.

## Население
Население коммуны на 2008 год составляло 333 человека.
| 1962 | 1968 | 1975 | 1982 | 1990 | 1999 | 2008 |
| ---- | ---- | ---- | ---- | ---- | ---- | ---- |
| 191  | 204  | 150  | 221  | 247  | 291  | 333  |

## Экономика
В 2007 году среди 226 человек в трудоспособном возрасте (15—64 лет) 142 были экономически активными, 84 — неактивными (показатель активности — 62,8 %, в 1999 году было 62,8 %). Из 142 активных работали 120 человек (64 мужчины и 56 женщин), безработных было 22 (13 мужчин и 9 женщин). Среди 84 неактивных 22 человека были учениками или студентами, 25 — пенсионерами, 37 были неактивными по другим причинам.